# Книги на цепях

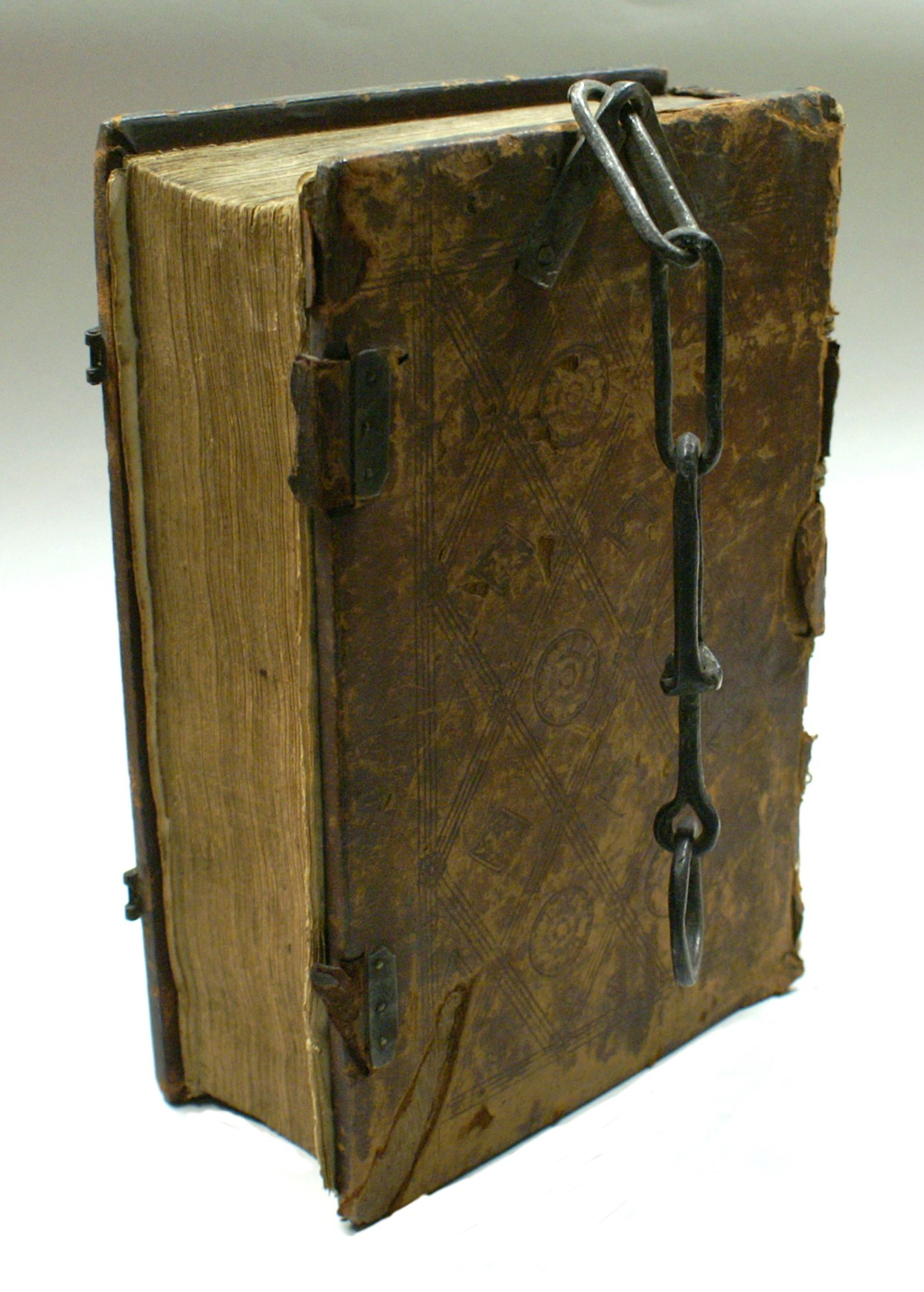
Книга на цепи (XV век)

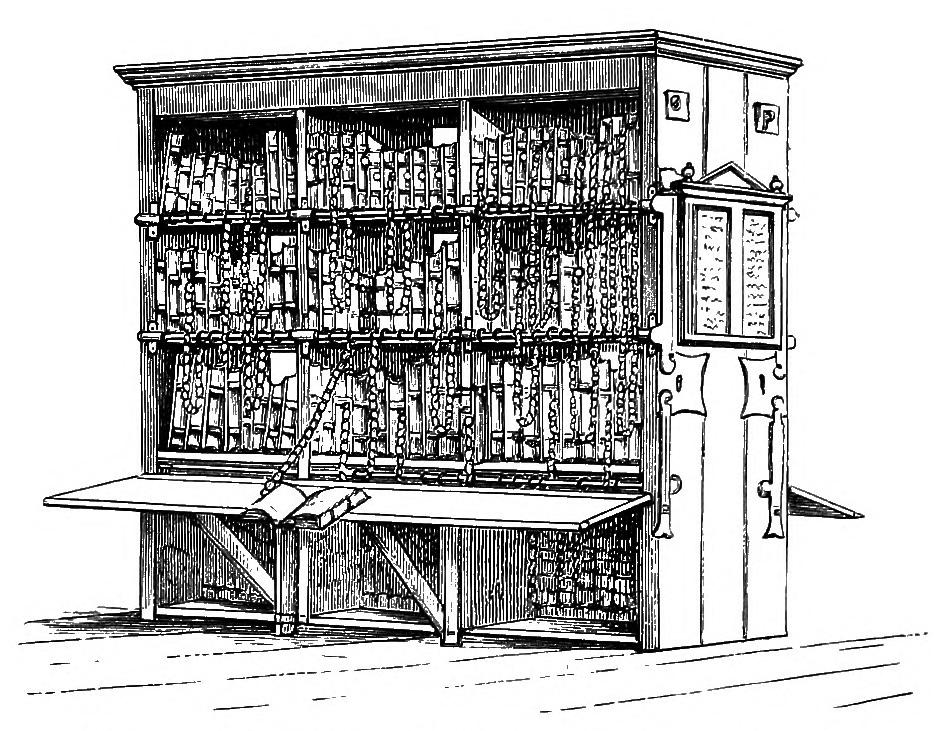
Книжный шкаф в библиотеке Херефордского кафедрального собора

Книги на цепях (англ. chained books, дословно — «цепные книги»; от англ. chained library, дословно — «цепная библиотека») — способ хранения книг в общественных библиотеках средневековой Европы, где книги прикреплялись железными цепями к полкам. Цепи, удерживающие книги, были достаточно длинны для того, чтобы снять книгу с полки и прочитать, но не давали вынести её за пределы библиотеки. Такая практика была распространена в читальных залах библиотек начиная со средневековья по XVIII столетие, что было обусловлено большой ценностью каждого экземпляра книги. Большая часть средневековых публичных библиотек не выдавала книги на руки (то есть состояла только из читального зала), и цепи были предназначены для обеспечения безопасности хранения дорогостоящих книг.
Цепь соединялась с книгой посредством металлического кольца, вставленного в переплёт или угол, поскольку если цепь прикрепить к корешку книги, то износ фолианта будет намного больше. Книги на цепях стояли на полках корешками от посетителя, то есть «неправильно» с точки зрения современного библиотекаря — корешки книг, стоящих на полке, не были видны. Книга ставилась таким образом для того, чтобы её можно было взять и открыть, не переворачивая и не путаясь в цепях.
Цепная библиотека Франциска Тригге (англ. Francis Trigge Chained Library), основанная в 1598 году в городе Грентэм (Линкольншир), является старейшей из библиотек такого рода, разрешавшей доступ к книгам лицам, не имеющим отношения к духовенству или образованию. В частности, туда имели доступ горожане Грентэма и сокмены. Библиотека всё ещё существует и может быть названа предтечей современной системы общественных библиотек. Ещё один пример библиотеки, существовавшей отдельно от учреждения образования, церкви или монастыря, — основанная в 1701 году в Дублине библиотека Марша (Marsh’s Library). Библиотека всё ещё располагается в том же здании, в котором была впервые открыта. В библиотеке Марша нет книг, прикованных цепями: вместо этого читателя там запирали в клетку.

## Книги на цепях в популярной культуре
- В серии книг Терри Пратчетта «Плоский мир» (Discworld), написанных в жанре юмористического фэнтези, многие книги в библиотеке Магического университета были прикованы цепями. Это было сделано для защиты посетителя от опасных книг, а также для того, чтобы книги не разбежались.
- В фильме Гарри Поттер и философский камень книги на цепях можно увидеть в запретной части библиотеки.
- В телесериале «Игра престолов» в библиотеке Цитадели показано множество прикованных цепями книг.